# Острів Крупської
Острів Крупської, о. Крупської (рос. остров Крупской) — острів в архіпелазі Північної Землі.

## Географія
Адміністративно розташований в Таймирському Долгано-Ненецькому районі Красноярського краю.
Найвища точка над рівнем моря — 49 метрів. У 1953 році назва острову була присвячена доктору педагогічних наук Надії Крупській.
Крупської острів розташований в північно-західній частині архіпелагу. На північному заході від острова Піонер.
Омивається Карським морем, на півночі затокою Калініна. Від острова «Піонер» зазначений острів відділений вузькою протокою Човневий. На півдні о. Крупської відділений від архіпелагу Сєдова протокою Червоної Армії.
Озер на острові Крупської мало, й всі вони зосереджені на південно-західному боці. Найбільше озеро розташоване на заході. Є безліч струмків.
На крайньому півдні розташований мис Корінний, але ще південніше йде вузька коса, що завертає потім на північний схід.